# TAI Hürjet
El TAI Hürjet (llamado así por Vecihi Hürkuş) es un avión de combate ligero y de entrenamiento avanzado a reacción, supersónico, monomotor, y con asientos en tándem, desarrollado por Turkish Aerospace Industries (TAI). El primer prototipo realizó su primer vuelo el 25 de abril de 2023.
La Fuerza Aérea Turca pretende utilizar el diseño para reemplazar al Northrop T-38 Talon en el papel de entrenador y también para complementar al General Dynamics F-16 Fighting Falcon en el apoyo aéreo cercano. También está previsto que el avión sustituya al Northrop F-5 utilizado por el equipo acrobático Turkish Stars. También podría desarrollarse una versión naval del avión. La compañía también planea buscar pedidos de exportación a países que busquen reemplazar aviones de entrenamiento y de ataque terrestre más antiguos.

## Diseño y desarrollo

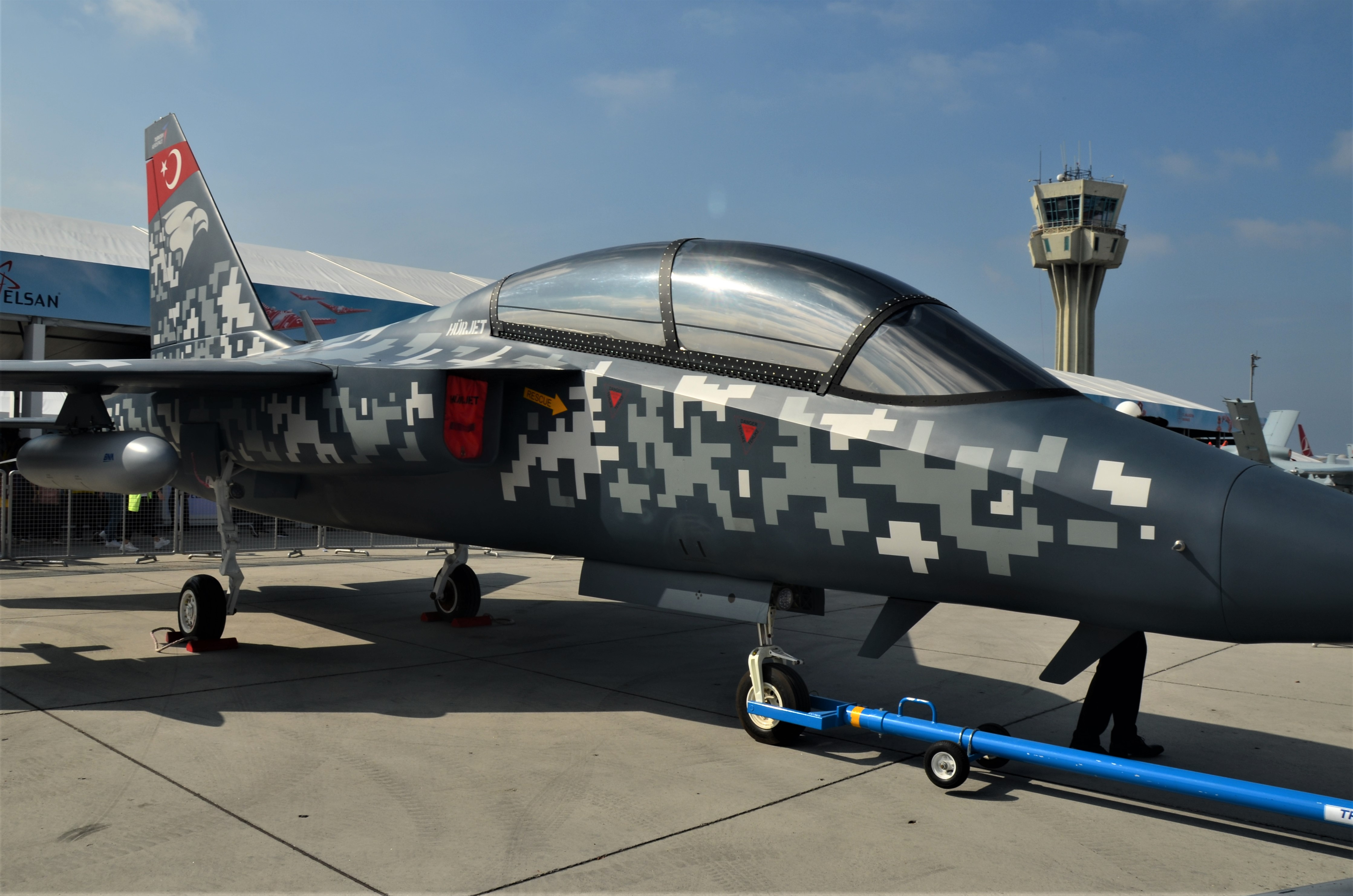
Maqueta del Hürjet en el Teknofest de 2019.

El proyecto fue iniciado por TAI en agosto de 2017 con financiación privada. Se exhibió una maqueta en el Salón Aeronáutico Internacional de Farnborough de 2018. El 22 de julio de 2018, la Subsecretaría de Industrias de Defensa de Turquía anunció que la Fuerza Aérea Turca había firmado un acuerdo con TAI, otorgando al proyecto estatus oficial para seguir adelante con el desarrollo.
En enero de 2020, el avión no tenía un motor seleccionado, aunque el Eurojet EJ200 y el General Electric F404-GE-102 estaban en consideración en ese momento. Se prevé que las capacidades incluyan reabastecimiento de combustible aire-aire, fly-by-wire con limitación de parámetros, unidad de potencia auxiliar incorporada, cabina compatible con gafas de visión nocturna, pantalla de visualización frontal y un sistema de visualización integrado en el casco.
TAI completó el primer simulador de pruebas de la aeronave en septiembre de 2020. El simulador basado en inteligencia artificial, denominado Hürjet 270, incorporará la retroalimentación de los pilotos de pruebas para cambiar los algoritmos de control de vuelo y el software de la aviónica durante el proceso de pruebas de vuelo. La empresa ha desarrollado aviónica para simuladores, sistemas de control de vuelo, pantallas, cabinas y sistemas de comunicación para el simulador.
Turquía ha invitado a Malasia a unirse al proyecto Hürjet, con el objetivo de producir algunas piezas para el avión. Si bien Malasia tiene cierta experiencia en el desarrollo de materiales compuestos, nunca ha diseñado ni construido ningún avión.
El 12 de enero de 2022, el Comité Ejecutivo de la Industria de Defensa se reunió y anunció que se había tomado la decisión de ejecución de la primera etapa de producción en masa del Hürjet, cuyo primer vuelo estaba previsto para 2025.
El 25 de abril de 2023, el piloto de pruebas jefe del Hürjet, Ercan Çelik, realizó el vuelo inaugural del mismo, desde el aeródromo de pruebas de TAI en Ankara.
El 3 de septiembre de 2023, el prototipo del Hürjet realizó con éxito un vuelo en formación con el equipo acrobático Turkish Stars, completando un total de 17 vuelos, acumulando un total de 9 horas y 8 minutos de tiempo de vuelo.
En mayo de 2024, el prototipo del Hürjet realizó con éxito un vuelo en formación con un prototipo del UCAV furtivo Anka-3, completando un total de 66 vuelos.
El 11 de julio de 2024, el prototipo del Hürjet realizó con éxito una prueba de vuelo transónico, alcanzando una velocidad de Mach 0,9 a una altitud de 30 000 pies, completando un total de 79 vuelos.
El 22 de julio de 2024, TAI, GE Aerospace y TEI firmaron un memorándum de entendimiento para integrar el motor F404 en nuevas variantes de aviones Hürjet y realizar el ensamblaje, la inspección y las pruebas de los motores F404 en Turquía. TEI también proporcionaría montaje, mantenimiento, reparación y revisión de motores para aviones Hürjet y clientes de exportación. TEI también planea realizar la producción de los motores y proporcionar soporte logístico integrado (ILS) para los usuarios finales.
El 28 de julio de 2024, el primer Hürjet, designado con el número de cola #24-001 con insignias de la Fuerza Aérea Turca, aterrizó con éxito en la Base Aérea de Torrejón para ser evaluado por el Ejército del Aire y del Espacio español en relación con la licitación de España para reemplazar su flota de aviones F-5. El vuelo partió de las instalaciones de TAI en Ankara con escalas en Tekirdağ, Belgrado (BEG), Brescia (VBS) y Mont-de-Marsan antes de llegar a Madrid (TOJ).
El 16 de agosto de 2024, el prototipo del Hürjet realizó con éxito su vuelo número 100 pilotado por los pilotos de pruebas de TAI Ercan Çelik y Orhan Boran, acumulando un total de 118 horas de vuelo.
Se esperaba que el prototipo del Hürjet se presentase a la Fuerza Aérea de Egipto y a otros ejércitos de África y Oriente Medio con un vuelo de demostración en el Salón Aeronáutico Internacional de Egipto de 2024.
El 12 de noviembre, el segundo prototipo del Hürjet completó con éxito su primer vuelo. El segundo prototipo del Hürjet (PT-2, TUS-A003), permaneció en el aire durante 26 minutos en su primer vuelo, alcanzando una velocidad de 260 nudos y una altitud de 10 000 pies, con un F-16D volando 'de escolta'.
El 21 de noviembre despegó el segundo prototipo del Hürjet con su nuevo esquema de pintura.

## Historia operacional

### Turquía
El pedido inicial de adquisición de 4 unidades del Block 0 (con opción a 12 unidades adicionales del Block 1) se convirtió posteriormente en un pedido final de 16 unidades con adelanto de las fechas de entrega.

### Operadores futuros y potenciales

#### España
En julio de 2024, el TAI Hürjet voló a España, participando en la licitación para reemplazar su envejecida flota de Northrop F-5. El mes siguiente, surgieron rumores de que España estaba interesada en adquirir 24 Hürjet, a cambio de seis aviones de transporte táctico Airbus A400M, lo que luego fue desmentido suavemente por el Ministerio de Defensa Nacional turco. El 20 de diciembre de 2024, funcionarios españoles y turcos firmaron el memorando de cooperación, formalizando el acuerdo por primera vez.

#### Estados Unidos
El TAI Hürjet participará en la licitación de la Armada de Estados Unidos para reemplazar su avión T-45 Goshawk. El plan de sustitución se ha retrasado dos años, posponiendo el periodo hasta el segundo trimestre de 2028. La Armada de Estados Unidos adquirirá 145 aviones de entrenamiento a reacción en total. Participarán el Boeing T-7A Red Hawk, la versión TF-50N del KAI T-50 modificado en cooperación con Lockheed Martin, la versión M-346N del Alenia Aermacchi M-346 modificado en cooperación con Textron, y una versión del TAI Hürjet modificado en cooperación con Sierra Nevada Corporation para cubrir los criterios de la Armada estadounidense.

### Ofertas fallidas
El TAI Hürjet participó en la licitación de aviones de combate ligeros de Malasia que comenzó en 2021. Malasia tenía un presupuesto de 900 millones de dólares para adquirir 18 LCA. Las empresas y sus productos que presentaron sus ofertas para la licitación de los aviones de combate ligeros de la Fuerza Aérea de Malasia fueron el KAI T-50, el TAI Hürjet, el Aero L-159 ALCA, el Alenia Aermacchi M-346, el HAL Tejas y el Mikoyan MiG-35. En 2023, Malasia anunció el KAI T-50 como ganador de la licitación.

## Variantes
Trainer
Versión avanzada de entrenamiento a reacción supersónica.
- Block 0
- Block 1

Light Combat Aircraft
Versión para realizar funciones de apoyo aéreo cercano y policía aérea armada. La variante de combate llevará misiles aire-aire y bombas aire-tierra de producción local.

## Especificaciones
Referencia datos: Turkish Aerospace Industries

### Características generales
- Tripulación: Dos
- Carga: 2721 kg (5997,1 lb) [38]
- Longitud: 13,6 m (44,6 ft) [38]
- Envergadura: 9,5 m (31,2 ft) [38]
- Altura: 5,1 m (16,7 ft) [38]
- Superficie alar: 25 m² (269,1 ft²)[38]
- Planta motriz: 1× turbofán con posquemador F404-GE-102.
  - Empuje normal: 78 kN (7954 kgf; 17 535 lbf) de empuje.

### Rendimiento
- Velocidad máxima operativa (Vno): 1,4 Mach[38]
- Alcance: 2222 km (1200 nmi; 1381 mi) [38]
- Techo de vuelo: 13 716 m (45 000 ft) [38]
- Régimen de ascenso: 200 m/s (39 370 ft/min) [38]
- Límites g: +8/-3 g[38]

## Aeronaves relacionadas

### Aeronaves similares
- Hongdu JL-10
- KAI T-50 Golden Eagle
- / Boeing T-7 Red Hawk
- Alenia Aermacchi M-346 Master
- Yakovlev Yak-130
- AIDC T-5 Brave Eagle